# Elemental
Elemental és el quart disc del grup anglès Tears for Fears aparegut el 22 de juny de 1993, produït per Roland Orzabal, Tim Palmer i Alan Griffiths en el segell Mercury Records. La durada total és de 46 minuts i 51 segons. Fou el primer disc que no comptà amb Curt Smith com a membre del grup.

## Títols
1. "Elemental" (5:30), single el 1994
2. "Cold" (Orzabal) (5:04), single el 1993
3. "Break It Down Again" (4:31), single el 1993
4. "Mr. Pessimist" (6:16)
5. "Dog's A Best Friend's Dog" (3:38)
6. "Fish Out Of Water" (5:07)
7. "Gas Giants" (2:40)
8. "Power" (5:50)
9. "Brian Wilson Said" (4:22)
10. "Goodnight Song" (3:53), single el 1993